# Подкилава
Подкилава (словац. Podkylava) — село, громада округу Миява, Тренчинський край. Кадастрова площа громади — 8.47 км².
Населення 231 особа (станом на 31 грудня 2020 року).

## Історія
Подкилава згадується 1709 року.

## Географія
Протікають Подкилавський потік і Шинделак.

## Населення
| Рік:            | 1994. | 2004.    | 2014.   | 2024.   |
| --------------- | ----- | -------- | ------- | ------- |
| Кількість осіб: | 322   | 249      | 226     | 244     |
| Різниця:        |       | -22,67 % | -9,23 % | +7,96 % |

| Рік:            | 2023. | 2024.   |
| --------------- | ----- | ------- |
| Кількість осіб: | 246   | 244     |
| Різниця:        |       | -0,81 % |